# Droga wojewódzka 447
Die Droga wojewódzka 447 (DW 447) ist eine 19 Kilometer lange Droga wojewódzka (Woiwodschaftsstraße) in der polnischen Woiwodschaft Großpolen, die Antonin mit Grabów nad Prosną verbindet. Die Strecke liegt im Powiat Ostrowski und im Powiat Ostrzeszowski.

## Streckenverlauf
Woiwodschaft Großpolen, Powiat Ostrowski
-  Antonin (Antonin) (DK 11, DK 25)

Woiwodschaft Großpolen, Powiat Ostrzeszowski
- Mikstat-Pustkowie (Pustkowie)
- Mikstat (Mixstadt, Michelstadt)
- Grabów-Pustkowie (Langewiese)
-  Grabów nad Prosną (Grabow) (DW 449, DW 450)